# 주간고속도로

미국 주간고속도로망

드와이트 D. 아이젠하워 전미주간방위고속도로망(영어: Dwight D. Eisenhower National System of Interstate and Defense Highways), 간략히 주간고속도로(州間高速道路, 영어: Interstate Highway 인터스테이트 하이웨이[*])는 미국 전역을 연결하는 자동차 전용도로 체계다.
2016년 기준으로 총 길이는 48,181 마일 (77,540 km)로 이는 총연장 기준 중화인민공화국의 고속도로에 버금가는 고속도로망이다. 미국의 일반 국도와 함께 연방 교통부 소속으로 각 주 교통부가 대표를 파견하는 AASHTO(American Association of State Highway and Transportation Officials)에서 관리한다.
하와이주, 알래스카주, 푸에르토리코에도 주간고속도로 체계가 도입되었는데, 이들 지역의 노선은 번호 앞에 각각 H, A, PR을 붙여 구분한다. 거의 모든 구간이 중앙분리대로 분리된 편도 2차로 이상의 도로이나, 알래스카의 주간고속도로 중 일부는 예외적으로 중앙분리대가 없는 편도 1차로의 것도 있다.

## 역사

주간고속도로 표지

드와이트 D. 아이젠하워 대통령 시절인 1956년 연방 도로법이 제정되어 새로운 도로 체계가 도입되었다. 제2차 세계대전 후 급증하는 도로 교통 수요에 대처하기 위해서였는데, 전구간이 중앙분리대로 나뉘고 편도가 최소 2차로인 고속도로를 건설하였다. 일부는 기존 국도를 활용하기도 했으나, 이들도 곧 중앙분리대로 나뉜 편도 2차로 이상의 자동차 전용도로로 개조되었다. 1956년부터 건설이 시작되어 급속히 노선망이 확충되어 2006년 기준 총연장이 75,440 km(46,876 mi)에 달하는 세계 최대의 고속도로 체계이다.

## 제한 속도
대부분 구간의 제한속도는 도시 지역은 시속 55~65 마일 (88~104km/h), 시골 지역은 일반적으로 시속 65~75 마일 (105~121km/h)이며 서부 텍사스의 10호선, 20호선, 중앙 유타 주의 15호선, 북부 유타 주의 84호선에서는 80 mph (129km/h)의 속도 제한이 있다. 보통 북동부에서는 제한속도를 낮게, 남부나 서부에서는 제한 속도를 높게 규정하고 있다. 일부 구간에서는 비행기를 띄워서 속도 위반을 감시하기도 한다.

## 도로 형태

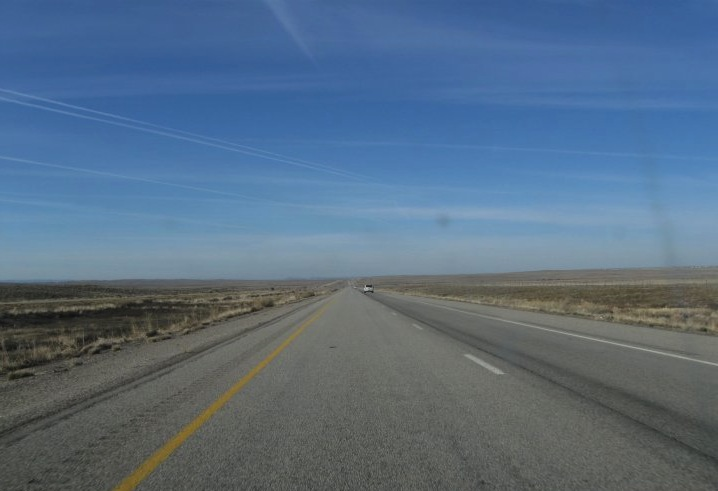
주간고속도로 제70호선 유타주 구간

건설 계획 당시 주간고속도로를 비상시 비상활주로로 설계한 경우가 많기 때문에 일부 산지 등을 제외한 대부분의 구간이 직선으로 뻗는 경우가 많다. 그래서 평야 지역에서 직진할 시 거의 핸들을 틀지 않고 일직선으로 주행하는 경우가 많다. 특히 크루즈 컨트롤(Cruise control)이 장착된 차량은 발을 브레이크 외에는 거의 움직이지 않아 몸이 잠든 상태로 주의집중 없이 운전하는 상태인 DWAM(Driving without attention mode) 또는 고속도로 최면(Highway hypnosis)가 되는 경우가 주간고속도로에서는 많이 일어난다.
대도시, 중소도시나 인근 교외 지역의 일반적인 나들목이나, 분기점은 입체교차로 형식으로 되어 있으나, 인근에 사람이 거의 없는 시골구간에서는 평면교차로 형태로 있는 곳도 많고, 고속도로 상에 유턴을 할 수 있는 구간도 있다.

## 부대 설비

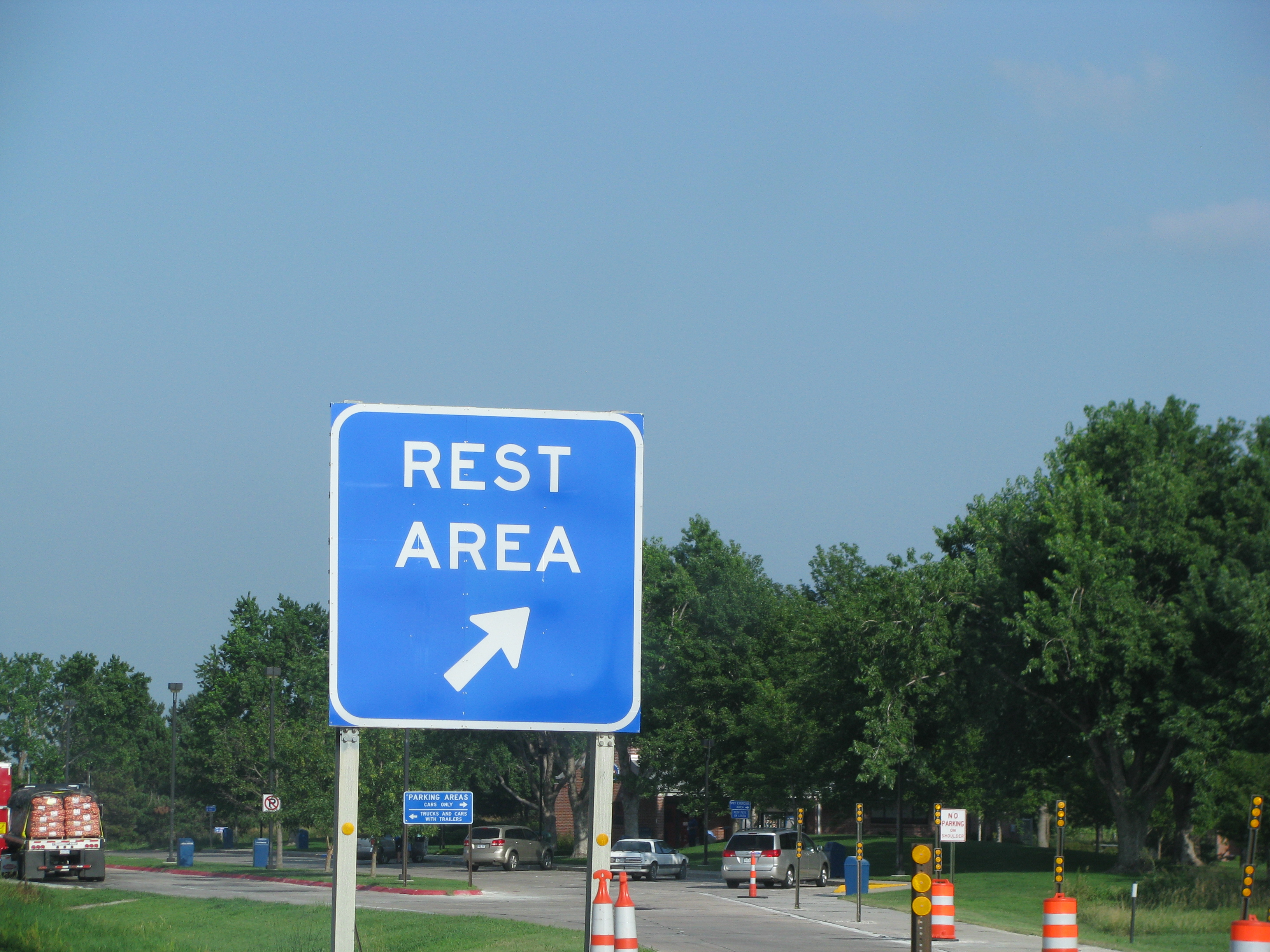
주간고속도로 제80호선 그랜드 아일랜드의 휴게소 알림 표지

주간고속도로는 대한민국의 고속도로에서 볼 수 있는 체계화된 휴게소(Service Area)는 극히 일부 구간 및 밀집 구간에 한정되어 있다. 보통은 구간마다 일정하게 배치되어 있는 주유소, 패스트푸드점이 휴게소의 역할을 한다. 주간고속도로에서 Rest Area라고 적혀 있는 곳은 대한민국의 소풍 휴게소, 졸음쉼터에 가까운 형태이며 주차장에 벤치 몇개 정도가 전부이다. 일부 구간은 화장실, 자판기가 배치되어 있는 경우도 있다.
휴게소와 주유소, 화장실의 배치가 한국과 달리 구간이 매우 길어서 애리조나주나 뉴멕시코주 같은 사람이 없는 구역이 많은 곳에서는 몇 백 마일 단위로 배치 되어 있는 경우가 많기 때문에 이런 곳은 마지막으로 나오는 마을 입구에 앞으로 몇 마일 동안 주유소, 화장실 없음이라는 표지판이 세워져 있다.

## 노선 번호 체계

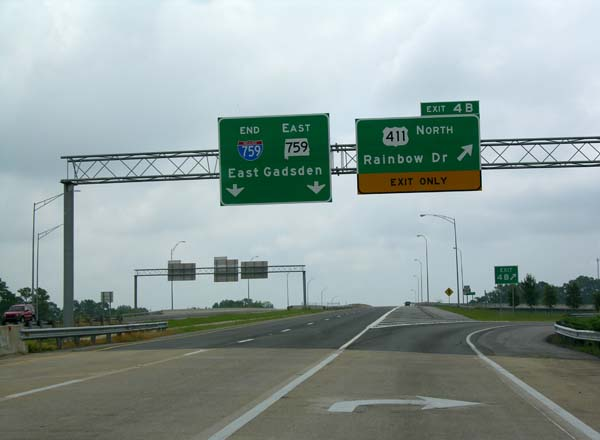
주간고속도로 제759호선, 앨라배마 주도 제759호선 중첩 도로의 한 나들목과 도로 알림 표지

주간고속도로의 노선 기호(80호선)
주간고속도로의 비즈니스 루프(Business routs) 노선 기호(80호선)

주간고속도로는 기존 국도의 번호체계와 완전히 다른 새로운 노선번호체계를 갖추어 관리와 이용의 편의를 도모하고 있다. 한자리수 또는 두자리수의 노선번호를 부여한 주간선은 본토의 전역을 동서남북으로 나누어, 가로방향(동서방향) 노선에는 짝수 번호를, 세로방향(남북방향) 노선에는 홀수 번호를 붙이고, 북쪽과 동쪽으로 갈수록 더 큰 번호를 사용하게 하였다.
세자리수의 노선번호를 부여한 보조간선은 대체로 주요 도시 주변 순환선 및 우회선으로 되어 있다. 지선이 갈라져 나온채로 다른 종점에서 끝나는 노선은 홀수 백단위 숫자가, 기점과 종점이 모두 간선에 붙어있는 노선은 짝수 백단위 숫자를 붙인다. 그래서 다른 주에 서로 연결되어 있지 않은 같은 번호의 지선이 있는 경우도 있다.

## 노선 목록

### 주간선
노선 번호가 0이나 5로 끝나는 도로는  파란색으로 표시하였다.
| 주간선        | 세부사항 | 총연장 (km.) |
| ------------- | --- | ------------ |
| 제2호선       | 기종점: 텍사스주 미시온 ~ 텍사스주 할링전 경유주: TX 보조선: 없음 | 75.3         |
| 제4호선       | 기종점: 플로리다주 탬파 ~ 플로리다주 데이토나비치 경유주: FL 보조선: 없음 | 212.913      |
| 제5호선       | 기종점: 캘리포니아주 샌이시드로 ~ 워싱턴주 블레인 경유주: CA, OR, WA 보조선: 제105호선, 제205호선, 제405호선, 제505호선, 제605호선, 제705호선, 제805호선 | 2222.97      |
| 제8호선       | 기종점: 캘리포니아주 샌디에이고 ~ 애리조나주 카사그랜드 경유주: CA, AZ 보조선: 없음 | 563.82       |
| 제10호선      | 기종점: 캘리포니아주 샌타모니카 ~ 플로리다주 잭슨빌 경유주: CA, AZ, NM, TX, LA, MS, AL, FL 보조선: 제110호선, 제210호선, 제310호선, 제410호선, 제510호선, 제610호선, 제710호선 | 3959.53      |
| 제12호선      | 기종점: 루이지애나주 배턴루지 ~ 루이지애나주 슬라이덜 경유주: LA 보조선: 없음 | 137.74       |
| 제15호선      | 기종점: 캘리포니아주 샌디에이고 ~ 몬태나주 스위트그래스 경유주: CA, NV, AZ, UT, ID, MT 보조선: 제115호선, 제215호선, 제515호선 | 2307.03      |
| 제16호선      | 기종점: 조지아주 메이컨 ~ 조지아주 서배너 경유주: GA 보조선: 제516호선 | 268.45       |
| 제17호선      | 기종점: 애리조나주 피닉스 ~ 애리조나주 플래그스태프 경유주: AZ 보조선: 없음 | 234.58       |
| 제19호선      | 기종점: 애리조나주 노갈레스 ~ 애리조나주 투손 경유주: AZ 보조선: 없음 | 101.84       |
| 제20호선      | 기종점: 텍사스주 켄트 ~ 사우스캐롤라이나주 플로런스 경유주: TX, LA, MS, AL, GA, SC 보조선: 제220호선, 제520호선, 제820호선 | 2477.39      |
| 제22호선      | 기종점: 테네시주 멤피스 ~ 앨라배마주 버밍햄 경유주: TN, MS, AL 보조선: 제422호선 | 343          |
| 제24호선      | 기종점: 일리노이주 펄리스밀 ~ 테네시주 채터누가 경유주: IL, KY, TN, GA 보조선: 제124호선 | 509.13       |
| 제25호선      | 기종점: 뉴멕시코주 라스크루시스 ~ 와이오밍주 버펄로 경유주: NM, CO, WY 보조선: 제225호선 | 1710.36      |
| 제26호선      | 기종점: 테네시주 킹즈포트 ~ 사우스캐롤라이나주 찰스턴 경유주: TN, NC, SC 보조선: 제126호선, 제226호선 | 562          |
| 제27호선      | 기종점: 텍사스주 러벅 ~ 텍사스주 애머릴로 경유주: TX 보조선: 없음 | 199.77       |
| 제29호선      | 기종점: 미주리주 캔자스시티 ~ 노스다코타주 펌비나 경유주: MO, IA, SD, ND 보조선: 제129호선, 제229호선 | 1199.78      |
| 제30호선      | 기종점: 텍사스주 포트워스 ~ 아칸소주 리틀록 경유주: TX, AR 보조선: 제430호선, 제530호선, 제630호선 | 590.24       |
| 제35호선      | 기종점: 텍사스주 러레이도 ~ 미네소타주 덜루스 경유주: TX, OK, KS, MO, IA, MN 보조선: 제135호선, 제235호선, 제335호선, 제435호선, 제535호선, 제635호선 | 2524.06      |
| 제37호선      | 기종점: 텍사스주 코퍼스크리스티 ~ 텍사스주 샌안토니오 경유주: TX 보조선: 없음 | 230.14       |
| 제39호선      | 기종점: 일리노이주 노멀 ~ 위스콘신주 워소 경유주: IL, WI 보조선: 없음 | 492.68       |
| 제40호선      | 기종점: 캘리포니아주 바스토 ~ 노스캐롤라이나주 윌밍턴 경유주: CA, AZ, NM, TX, OK, AR, TN, NC 보조선: 제140호선, 제240호선, 제440호선, 제540호선, 제640호선, 제840호선 | 4112.03      |
| 제41호선      | 기종점: 일리노이주 러셀 ~ 위스콘신주 그린베이 경유주: IL, WI 보조선: 없음 | 175          |
| 제43호선      | 기종점: 위스콘신주 벨로이트 ~ 위스콘신주 그린베이 경유주: WI 보조선: 없음 | 308.27       |
| 제44호선      | 기종점: 텍사스주 위치토폴스 ~ 미주리주 세인트루이스 경유주: TX, OK, MO 보조선: 제244호선, 제444호선 | 1019.99      |
| 제45호선      | 기종점: 텍사스주 갤버스턴 ~ 텍사스주 댈러스 경유주: TX 보조선: 제345호선 | 458.52       |
| 제49호선      | 기종점: 루이지애나주 라파이엣 ~ 루이지애나주 슈리브포트 경유주: LA 보조선: 없음 | 624.43       |
| 제55호선      | 기종점: 루이지애나주 라플레이스 ~ 일리노이주 시카고 경유주: LA, MS, TN, AR, MO, IL 보조선: 제155호선, 제255호선, 제355호선 | 1551.81      |
| 제57호선      | 기종점: 미주리주 마이너 ~ 일리노이주 시카고 경유주: MO, IL 보조선: 없음 | 621.40       |
| 제59호선      | 기종점: 루이지애나주 슬라이덜 ~ 조지아주 와일드우드 경유주: LA, MS, AL, GA 보조선: 제359호선, 제459호선, 제759호선 | 716.53       |
| 제64호선      | 기종점: 미주리주 웬츠빌 ~ 버지니아주 체서피크 경유주: MO, IL, IN, KY, WV, VA 보조선: 제164호선, 제264호선, 제464호선, 제564호선, 제664호선 | 1534.90      |
| 제65호선      | 기종점: 앨라배마주 모빌 ~ 인디애나주 게리 경유주: AL, TN, KY, IN 보조선: 제165호선, 제265호선, 제465호선, 제565호선, 제865호선 | 1427.97      |
| 제66호선      | 기종점: 버지니아주 미들타운 ~ 워싱턴 D.C. 경유주: VA, DC 보조선: 없음 | 122.76       |
| 제68호선      | 기종점: 웨스트버지니아주 모건타운 ~ 메릴랜드주 핸콕 경유주: WV, MD 보조선: 없음 | 181.7        |
| 제69호선      | 기종점: 1) 텍사스주 브라운즈빌 ~ 텍사스주 레이먼드빌 (85.3 km) 2) 텍사스주 랍스타운 ~ 텍사스주 코퍼스크리스티 (10 km) 3) 텍사스주 로젠버그 ~ 텍사스주 휴스턴 (45.7 km) 4) 텍사스주 휴스턴 ~ 텍사스주 클리블랜드 (56.3 km) 5) 미시시피주 뱅크스 ~ 테네시주 멤피스 (68.229 km) 6) 켄터키주 캘버트시티 ~ 켄터키주 메디슨빌 (89.0 km) 7) 인디애나주 깁슨 군 ~ 인디애나주 크레인 (108 km) 8) 인디애나주 인디애나폴리스 ~ 미시간주 포트휴런 (572.6 km) 경유주: TX, MS, TN, KY, IN, MI 보조선: 제469호선 | 1035.129     |
| 제70호선      | 기종점: 유타주 코브포트 ~ 메릴랜드주 볼티모어 경유주: UT, CO, KS, MO, IL, IN, OH, WV, PA, MD 보조선: 제170호선, 제270호선, 제370호선, 제470호선, 제670호선 | 3465.13      |
| 제71호선      | 기종점: 켄터키주 루이빌 ~ 오하이오주 클리블랜드 경유주: KY, OH 보조선: 제271호선, 제471호선 | 553.26       |
| 제72호선      | 기종점: 미주리주 핸니발 ~ 일리노이주 솀페인 경유주: MO, IL 보조선: 제172호선 | 288.54       |
| 제73호선      | 기종점: 노스캐롤라이나주 캔도어 ~ 노스캐롤라이나주 그린즈버러 경유주: NC 보조선: 없음 | 67.6         |
| 제74호선      | 기종점: 1) 아이오와주 대븐포트 ~ 오하이오주 신시내티 (670.63 km) 2) 노스캐롤라이나주 서리군 ~ 노스캐롤라이나주 마운트에어리 (27.4 km) 3) 노스캐롤라이나주 하이포인트 ~ 노스캐롤라이나주 캔도어 (138.4 km) 4) 노스캐롤라이나주 로린버그 ~ 노스캐롤라이나주 럼버튼 (53.1 km) 경유주: IA, IL, IN, OH, NC 보조선: 제474호선 | 889.53       |
| 제75호선      | 기종점: 플로리다주 하이엘리아 ~ 미시간주 수세인트마리 경유주: FL, GA, TN, KY, OH, MI 보조선: 제175호선, 제275호선, 제375호선, 제475호선, 제575호선, 제675호선 | 2875.04      |
| 제76호선 (서) | 기종점: 콜로라도주 아바다 ~ 네브래스카주 빅스프링스 경유주: CO, NE 보조선: 없음 | 302.72       |
| 제76호선 (동) | 기종점: 오하이오주 웨스트필드센터 ~ 뉴저지주 캠던 경유주: OH, PA, NJ 보조선: 제176호선, 제276호선, 제376호선, 제476호선, 제676호선 | 699.86       |
| 제77호선      | 기종점: 사우스캐롤라이나주 컬럼비아 ~ 오하이오주 클리블랜드 경유주: SC, NC, VA, WV, OH 보조선: 제277호선 | 981.66       |
| 제78호선      | 기종점: 펜실베이니아주 유니언타운쉽 ~ 뉴욕주 뉴욕 경유주: PA, NY 보조선: 제278호선, 제678호선 | 231.04       |
| 제79호선      | 기종점: 웨스트버지니아주 찰스턴 ~ 펜실베이니아주 이리 경유주: WV, PA 보조선: 제279호선, 제579호선 | 552.39       |
| 제80호선      | 기종점: 캘리포니아주 샌프란시스코 ~ 뉴저지주 티넥 경유주: CA, NV, UT, WY, NE, IA, IL, IN, OH, PA, NJ 보조선: 제180호선, 제280호선, 제380호선, 제480호선, 제580호선, 제680호선, 제780호선, 제880호선, 제980호선 | 4666.36      |
| 제81호선      | 기종점: 테네시주 댄드릿지 ~ 뉴욕주 웰레즐리 섬 경유주: TN, VA, MD, PA, NY 보조선: 제381호선, 제481호선, 제581호선 | 1376         |
| 제82호선      | 기종점: 워싱턴주 엘렌즈버그 ~ 오리건주 허미스턴 경유주: WA, OR 보조선: 제182호선 | 231.07       |
| 제83호선      | 기종점: 메릴랜드주 볼티모어 ~ 펜실베이니아주 해리스버그 경유주: MD, PA 보조선: 제283호선 | 137.3        |
| 제84호선 (서) | 기종점: 오리건주 포틀랜드 ~ 유타주 에코 경유주: OR, ID, UT 보조선: 제184호선 | 1238.58      |
| 제84호선 (동) | 기종점: 펜실베이니아주 던모어 ~ 매사추세츠주 스터브릿지 경유주: PA, NY, CT, MA 보조선: 제384호선, 제684호선 | 374.0        |
| 제85호선      | 기종점: 앨라배마주 몽고메리 ~ 버지니아주 피터즈버그 경유주: AL, GA, SC, NC, VA 보조선: 제185호선, 제285호선, 제385호선, 제485호선, 제585호선, 제785호선, 제985호선 | 1076.25      |
| 제86호선 (서) | 기종점: 아이다호주 데클로 ~ 아이다호주 처벅 경유주: ID 보조선: 없음 | 101.147      |
| 제86호선 (동) | 기종점: 1) 펜실베이니아주 이리 ~ 뉴욕주 엘마이라 (316.86 km) 2) 뉴욕주 빙엄턴 ~ 뉴욕주 윈저 (16.03 km) 경유주: PA, NY 보조선: 없음 | 332.89       |
| 제87호선      | 기종점: 뉴욕주 뉴욕 ~ 뉴욕주 챔플레인 경유주: NY 보조선: 제287호선, 제587호선, 제787호선 | 536.70       |
| 제88호선 (서) | 기종점: 일리노이주 컬러나 ~ 일리노이주 힐사이드 경유주: IL 보조선: 없음 | 226.27       |
| 제88호선 (동) | 기종점: 뉴욕주 체넨고 ~ 뉴욕주 로테르담 경유주: NY 보조선: 없음 | 189.50       |
| 제89호선      | 기종점: 뉴햄프셔주 콩코드 ~ 버몬트주 하이게이트 경유주: NH, VT 보조선: 제189호선 | 307.58       |
| 제90호선      | 기종점: 워싱턴주 시애틀 ~ 매사추세츠주 보스턴 경유주: WA, ID, MT, WY, SD, MN, WI, IL, IN, OH, PA, NY, MA 보조선: 제190호선, 제290호선, 제390호선, 제490호선, 제590호선, 제690호선, 제790호선, 제890호선, 제990호선 | 4990.78      |
| 제91호선      | 기종점: 코네티컷주 뉴헤이븐 ~ 버몬트주 더비라인 경유주: CT, MA, VT 보조선: 제291호선, 제391호선, 제691호선 | 467.31       |
| 제93호선      | 기종점: 매사추세츠 캔튼 ~ 버몬트주 세인트존스버리 경유주: MA, NH, VT 보조선: 제293호선, 제393호선 | 305.69       |
| 제94호선      | 기종점: 몬태나주 빌링스 ~ 미시간주 포트휴런 경유주: MT, ND, MN, WI, IL, IN, MI 보조선: 제194호선, 제294호선, 제394호선, 제494호선, 제694호선, 제794호선, 제894호선 | 2551.13      |
| 제95호선      | 기종점: 플로리다주 마이애미 ~ 메인주 호울턴 경유주: FL, GA, SC, NC, VA, MD, DE, PA, NJ, NY, CT, RI, MA, NH, ME 보조선: 제195호선, 제295호선, 제395호선, 제495호선, 제595호선, 제695호선, 제795호선, 제895호선 | 3089.52      |
| 제96호선      | 기종점: 미시간주 노턴쇼어스 ~ 미시간주 디트로이트 경유주: MI 보조선: 제196호선, 제496호선, 제696호선 | 309.046      |
| 제97호선      | 기종점: 메릴랜드주 아나폴리스 ~ 메릴랜드주 볼티모어 경유주: MD 보조선: 없음 | 28.36        |
| 제99호선      | 기종점: 펜실베이니아주 베드퍼드 ~ 펜실베이니아주 벨레폰테 경유주: PA 보조선: 없음 | 137.8        |
| 제H-1호선     | 기종점: 하와이주 카폴레이 ~ 하와이주 호놀룰루 경유주: HI 보조선: 제H-201호선 | 43.71        |
| 제H-2호선     | 기종점: 하와이주 펄시티 ~ 하와이주 와히아와 경유주: HI 보조선: 없음 | 13.41        |
| 제H-3호선     | 기종점: 하와이주 할라와 ~ 하와이주 미 해병대 하와이 기지 경유주: HI 보조선: 없음 | 24.66        |